# Cypseloides rothschildi
Cypseloides rothschildi е вид птица от семейство Бързолетови (Apodidae). Видът е почти застрашен от изчезване.

## Разпространение
Видът е разпространен в Аржентина, Боливия и Перу.